# 圣朱利安迪皮
圣于连迪皮（法語：Saint-Julien-du-Puy，發音：[sɛ̃ ʒyljɛ̃ dy pɥi]）是法国奥克西塔尼大区塔恩省的一个市镇，属于卡斯特尔区。

## 地名
法语人名“Julien”在日常人名译名以及《世界人名翻譯大辭典》、《法语姓名译名手册》等主流人名译名类书籍资料中译作“朱利安”，不过在《世界地名翻译大辞典》、《世界地名译名词典》和《法国地图册》等主流地名译名类书籍资料中译作“于连”。

## 地理
圣于连迪皮（43°45'29"N, 2°4'52"E）面积19.38 平方千米，位于法国奧克西塔尼大區塔恩省，该省份为法国南部内陆省份，北起顺时针与阿韦龙省、埃罗省、奥德省、上加龙省和塔恩-加龙省接壤。
与圣于连迪皮接壤的市镇（或旧市镇、城区）包括：布鲁斯、格罗耶、洛特雷克、蒙德拉贡、圣热内斯德孔泰斯。
圣于连迪皮的时区为UTC+01:00、UTC+02:00（夏令时）。

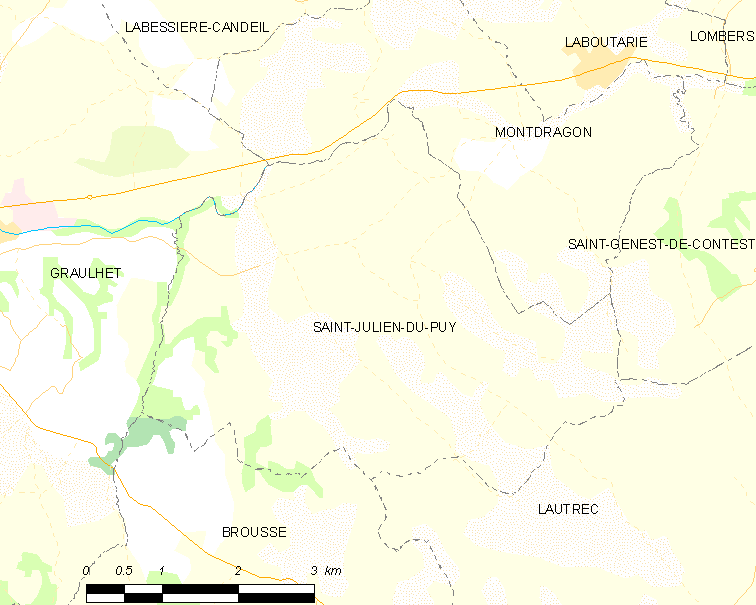
圣于连迪皮的OSM定位图

## 行政
圣于连迪皮的邮政编码为81440，INSEE市镇编码为81258。

## 政治
圣于连迪皮所属的省级选区为阿古平原县。

## 人口

1962-2008年间圣于连迪皮人口变化图示

圣于连迪皮于2022年1月1日时的人口数量为446人。